# Karl Kommerell

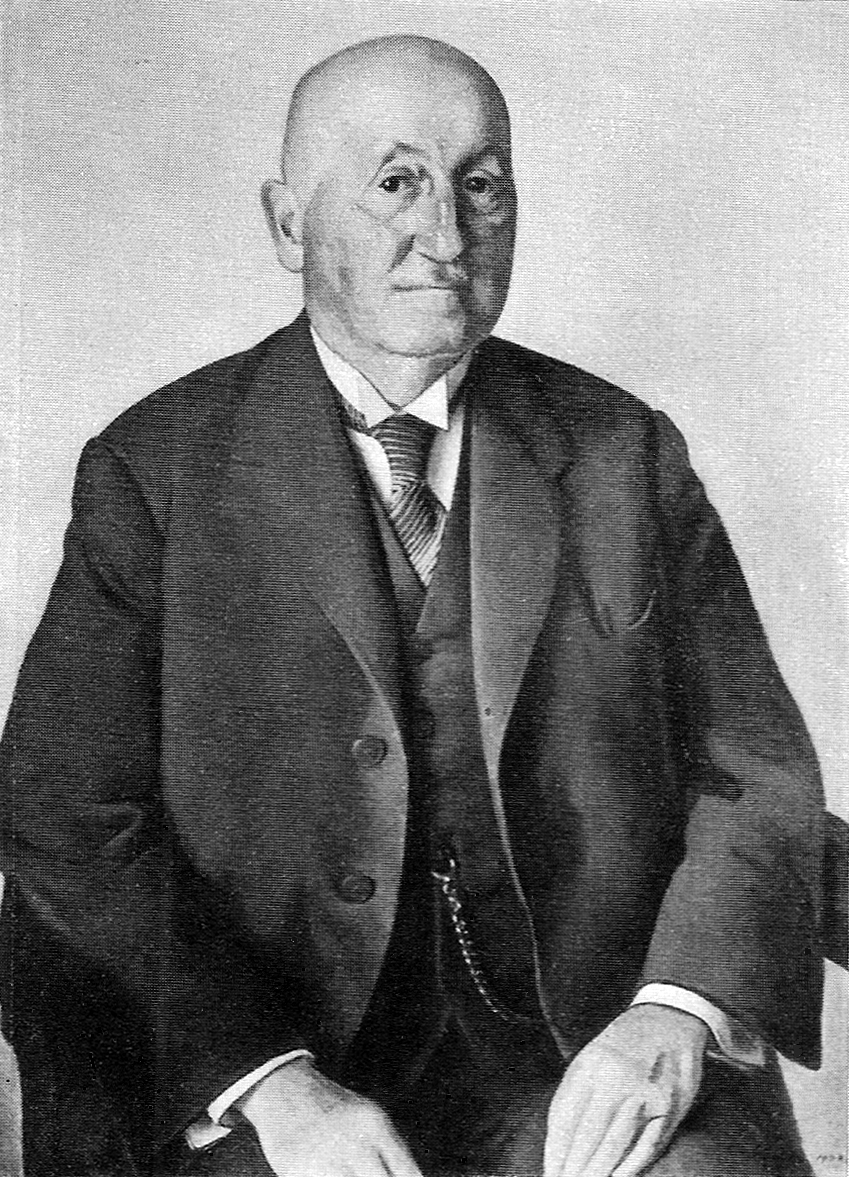
Karl Kommerell (Ölgemälde, 1937)

Karl Kommerell (* 19. August 1871 in Achern; † 30. Juli 1962 in Tübingen) war ein deutscher Mathematiker. Er war Professor der Universität Tübingen.

## Leben
Karl Kommerell war das dritte Kind des Gründers des populären Tübinger Cafés Adolf Kommerell (1841–1890) und seiner Frau Minna geb. Weiß (1846–1931). Sein jüngerer Bruder war der verdienstvolle Bahnbauingenieur Otto Kommerell. Kommerell besuchte das Tübinger Gymnasium und danach bis zum Landexamen die Seminare Maulbronn und Blaubeuren. Anschließend wurde er – ähnlich wie sein Verwandter Victor Kommerell – ins Tübinger Stift aufgenommen und studierte Mathematik. Ähnlich wie Ferdinand Kommerell und Victor interessierte er sich für die Geometrie. Er studierte u. a. bei Alexander von Brill und Hermann von Stahl. Im Anschluss auf sein reguläres Studium, das er 1895 mit dem Staatsexamen abschloss, schrieb er bei Alexander von Brill die Dissertation über Die Krümmung der zweidimensionalen Gebilde im ebenen Raume von vier Dimensionen, dank der er 1897 den Doktortitel erwarb. Darauf fuhr er für ein Jahr nach Paris, um noch dort seine Studien fortzusetzen.
1900 begann er die Arbeit im württembergischen Staatsdienst – als Oberpräzeptor in Ravensburg. 1901 wechselte er als Mathematikprofessor an das altsprachliche Gymnasium in Heilbronn. 1908 wechselte er an die Friedrich-Eugen-Realschule in Stuttgart. In dieser Zeit schrieb er seine Habilitationsschrift, die er 1911 an der Technischen Hochschule Stuttgart vorlegte. Anschließend lehrte er an dieser Hochschule. 1921 wurde er zum außerordentlichen Professor ernannt und 1922 bekam er den Ruf als Professor für Mathematik an die Eberhard Karls Universität Tübingen. 1925 wurde er zum ordentlichen Professor erklärt und als solcher arbeitete er an der Universität bis zu seiner Emeritierung im Jahre 1936. Nach dem Ende des Zweiten Weltkriegs nahm Kommerell 1945 auf Wunsch der Fakultät als Emeritus seine Vorlesungstätigkeit für kurze Zeit wieder auf. Er war auch Vorstand des Mathematisch-Naturwissenschaftlichen Vereins in Württemberg.
Kommerell war Mitglied der Burschenschaft Palatia Tübingen im ADB.

## Bedeutung
Karl Kommerell war ein hervorragender Geometer und befähigter Lehrer, dem die Beziehungen zwischen der Schul- und Elementarmathematik und der mathematischen Wissenschaft besonders am Herzen lagen. Mit der Hervorhebung dieses wichtigen Grenzgebietes leistete er einen entscheidenden Beitrag zur bedeutungsvoll gewordenen Didaktik der Mathematik. Durch seine, zum Teil mit Victor Kommerell gemeinsam bearbeiteten, gediegenen Lehrbücher wie durch zahlreiche Kurse und Vorträge und seine Tätigkeit als Vorstand des Mathematisch-Naturwissenschaftlichen Vereins in Württemberg verstand er es, die Lehrer an den Höheren Schulen in eine engere Verbindung mit der Wissenschaft zu bringen. Er kann als wahrer Urheber der Romberg-Integration angesehen werden, da er in einem anderen Problem die Richardson-Extrapolation (in seinem Buch von 1936) mehrfach anwandte.
Neben seiner umfangreichen Tätigkeit als Autor und Herausgeber wissenschaftlicher Bücher gab Kommerell während des Ersten Weltkriegs unter dem Pseudonym Romeo zusammen mit Victor Kommerell und Hermann Cuhorst eine Sammlung von Gôgen-Witzen heraus, die an Soldaten verteilt wurde.

## Kinder
- Gertrud (* 2. Juni 1900 in Gmünd, ⚭ 1922 in Stuttgart den Betriebsingenieur Nikolaus Glöckler)
- Hildegard (* 29. Januar 1906 in Heilbronn, studierte Geisteswissenschaften, ⚭ 1937 in Tübingen den Handelsschulrat Hermann Ziegler)

## Veröffentlichungen
- Die Krümmung der zweidimensionalen Gebilde im ebenen Raume von vier Dimensionen, Dissertation Universität Tübingen 1897
- mit Victor Kommerell: Allgemeine Theorie der Raumkurven und Flächen [ab der 4. Auflage als: Theorie der Raumkurven und krummen Flächen].
  - Bd. 1: Leipzig : Göschen: 1. Auflage 1903 (= Sammlung Schubert, 29), 2. Auflage 1909, 3. Auflage 1921; Berlin : de Gruyter: 4. Auflage, 1931 (= Göschens Lehrbücherei, 1, 20)
  - Bd. 2: Leipzig : Göschen: 1. Auflage 1903 (= Sammlung Schubert, 44), 2. erweiterte Auflage 1911, 3. Auflage 1921; Berlin : de Gruyter: 4. Auflage, 1931 (= Göschens Lehrbücherei, 1, 21)
- Rein geometrische Begründung der Lehre von den Proportionen und dem Flächeninhalts. In: „Mathematische Annalen“ 66, 1909
- mit Victor Kommerell: Spezielle Flächen und Theorie der Strahlensysteme, Leipzig : Göschen 1911 (= Sammlung Schubert, 62)
- Über die Lehre von den Proportionen und von dem Flächeninhalte, Stuttgart : Hammer 1912
- Der Sylvestersche Plagiograph und die Proportionenlehre. In: „Jahresbericht des Deutschen Mathematikervereins“ 21, 1912
- mit Victor Kommerell: Analytische Geometrie:
  - Bd. 1: Tübingen : Laupp: 1911, 2. Auflage 1913, 3. verbesserte Auflage 1917, 4. Auflage 1921, 6. Auflage 1929; Stuttgart : Bonz: 5. Auflage 1926;
  - Bd. 2: Tübingen : Laupp: 1912, 2. Auflage 1917, Stuttgart : Bonz: 3. Auflage 1927
  - Bd. 3 Lösungen zu den Übungsaufgaben: Tübingen : Laupp: 1919;
- mit Victor Kommerell: Analytische Geometrie für den Schulgebrauch, Tübingen : Laupp 1921
- Über die Torsion des Nullsystems, die Raumkurven konstanter Torsion und die elliptische Geometrie, hrsg. von der Württembergischen Gesellschaft zur Förderung der Wissenschaften, Tübingen : J. C. B. Mohr 1922 (erschien zusammen mit einer Abhandlung von Ludwig Maurer)
- Der Begriff des Grenzwertes in der Elementarmathematik, 1922
- Aufgaben zur synthetischen Geometrie aus den württembergischen Referendarprüfungen für Mathematiker, Leipzig : Teubner 1925
- Das Grenzgebiet der elementaren und höheren Mathematik, Leipzig : K. F. Koehler 1936
- Vorlesungen über analytische Geometrie des Raumes, Leipzig : K. F. Koehler 1940 (2. unveränderte Auflage, Koehler & Amelang 1949; 2. durchgesehene Auflage, Stuttgart : Koehler 1950, 3. unveränderte Auflage, Koehler & Amelang 1953)
- Vorlesungen über analytische Geometrie der Ebene, Leipzig : K. F. Koehler 1941 (2. unveränderte Auflage, Koehler & Amelang 1949, 3. unveränderte Auflage, Koehler & Amelang 1953)

Herausgeber
- George Salmon; Otto Wilhelm Fiedler: Analytische Geometrie des Raumes [A treatise on the analytic geometry of three dimensions], 
  - Bd. 1: Die Elemente und die Theorie der Flächen zweiten Grades, 4., verbesserte Auflage, Leipzig : Teubner 1898